# Польша на «Евровидении-2003»
Польша участвовала в сорок восьмом выпуске телевизионного конкурса Евровидение-2003, который состоялся 24 мая в Риге, Латвия. Страна вернулась после вынужденного годичного перерыва, связанного с плохим результатом их заявки на Евровидение-2001 2 Long в исполнении Пясека. Польшу представляла группа Ich Troje с трёхъязычной балладой Keine Grenzen – Żadnych granic ("Без границ"), написанной участниками группы Михалем Вишневским и Яцеком Лагвой в соавторстве с немецкими композиторами Андре Франке и Иоахимом Горн-Бернджесом. По итогам голосования Ich Troje заняли седьмое место из 26, набрав 90 очков, зафиксировав, тем самым, второе попадание Польши в топ-10. Данный результат также позволил Польше пройти квалификацию для участия в финале Евровидение-2004. Таким образом, Keine Grenzen – Żadnych granic стала предшественницей польской заявки на конкурс 2004 года Love Song в исполнении группы Blue Café. Конкурс был показан TVP на каналах TVP1 и TVP Polonia с комментариями Артура Ожеха. Глашатаем, объявлявшим очки польских телезрителей, был Мацей Орлуш.

## Предыстория
К моменту своего участия в конкурсе 2003 года Польша семь раз участвовала на Евровидение, начиная с 1994 года. Самым лучшим результатом страны стало второе место, которого она достигла в том же 1994 году с песней To nie ja! в исполнении Эдиты Гурняк. Польша дважды пропускала Евровидение по причине плохих результатов: в 2000 и 2002 годах. На Евровидение-2001 композиция 2 Long в исполнении Пясека заняла 20-е место, зафиксировав, тем самым, худший результат страны.

## До «Евровидения»

### Krajowe Eliminacje do Konkursu Piosenki Eurowizji 2003
Польский вещатель TVP с 1994 года отвечает за организацию отбора заявки на Евровидение и трансляцию конкурса. 19 сентября 2002 года TVP подтвердил своё участие на Евровидение-2003. С 1994 года все польские заявки определялись путём внутреннего отбора. Тем не менее, наряду с объявлением об участии на Евровидение, TVP объявил, что заявка будет впервые определена через национальный финал под названием Krajowe Eliminacje do Konkursu Piosenki Eurowizji 2003. Он состоялся 25 января 2003 года в студии 5 TVP в Варшаве. Ведущим был Артур Ожех. Четырнадцать заявок было представлено, а победитель определялся только посредством телеголосования. Конкурсные заявки были объявлены 30 ноября 2002 года, однако 11 декабря композиция Pierwszy raz, которую должна была исполнить певица Джорджина Тарасюк была дисквалифицирована из-за низкого возраста певицы.
| Порядковый номер | Исполнитель              | Название песни                 | Автор(ы)                                                          | Проценты | Место |
| ---------------- | ------------------------ | ------------------------------ | ----------------------------------------------------------------- | -------- | ----- |
| 1                | Adieu                    | Time                           | Роберт Янсон                                                      | —        | —     |
| 2                | Бенедек                  | Here Comes Your Time           | Ян Бенедек                                                        | —        | —     |
| 3                | Blue Café                | You May Be in Love             | Татьяна Окупник, Павел Рурак-Сокал                                | 17,2%    | 3     |
| 4                | Bracia Cugowscy          | Missing Every Moment           | Войтек Куговский                                                  | —        | —     |
| 5                | Магда Фемме и Spotlight  | I Believe in You               | Томаш Люберт, Анна Целинская, Магда Фемме                         | —        | —     |
| 6                | Гося Анджеевич           | Remember                       | Гося Анджеевич                                                    | —        | —     |
| 7                | Ha-Dwa-O                 | Tylko badz                     | Томек Конфедерак, Бартек Вильгош, Соня Нойманн                    | —        | —     |
| 8                | Ich Troje                | Keine Grenzen – Żadnych granic | Андре Франке, Иоахим Горн-Бернджес, Михаль Вишневский, Яцек Лагва | 31,8%    | 1     |
| 9                | Ира                      | Femme Fatale                   | Здислав Забьержевский                                             | —        | —     |
| 10               | Ocean Front              | Zakochany                      | Марк Коцикевич                                                    | —        | —     |
| 11               | Stachursky               | Tam gdzie ty                   | Яцек Лащок, Даниел Мачура, Митек Юрецкий                          | —        | —     |
| 12               | Varius Manx              | Sonny                          | Олисса Рай-Ремижевская, Роберт Янсон                              | —        | —     |
| 13               | Wilki                    | Here I Am                      | Моника Гавлиньская, Роберт Гавлиньский                            | 29,2%    | 2     |
| 14               | Zdobywcy Pewnych Oskarów | Pia                            | Войцех Ян Питковский, Марцин Цепель                               | —        | —     |

### Разногласия
После национального финала в Польше выяснилось, что общественностью было подано около 300 000 голосов, из которых менее 25% были успешно переданы и зарегистрированы в течение 15-минутного окна голосования, поскольку система, которой управляет оператор связи, была перегружена высоким уровнем притока голосов. После запросов средств массовой информации и общественности TVP опубликовала 27 января процент голосов по трем лучшим записям с добавлением отложенных голосов, что показало, что результаты остались неизменными, несмотря на сокращение разницы между двумя лучшими записями. По неподтвержденным данным, Varius Manx, Bracia Cugowscy и Ha-Dwa-O заняли четвертое-шестое места соответственно. 

## На «Евровидении»
По правилам Евровидения, все страны, за исключением тех, кто занял последние шесть мест по итогам прошлого года, допускались к участию. 29 ноября 2002 года была проведена жеребьёвка, согласно которой Польша выступила под номером 20, между Францией и Латвией. По итогам голосования Ich Troje заняли седьмое место из 26, набрав 90 очков, включая 12 очков от Германии, зафиксировав, тем самым, второе попадание Польши в топ-10. Данный результат также позволил Польше пройти квалификацию для участия в финале Евровидение-2004. 12 очков польские телезрители присудили Бельгии и 4 очка - России. Россия не присудила Польше ни одного очка.

### Голосование
| Очки      | Страна                                      |
| --------- | ------------------------------------------- |
| 12 баллов | - Германия                                  |
| 10 баллов | - Австрия - Мальта                          |
| 8 баллов  | - Латвия - Украина                          |
| 7 баллов  |                                             |
| 6 баллов  | - Греция                                    |
| 5 баллов  | - Бельгия - Испания - Франция               |
| 4 балла   | - Нидерланды - Норвегия - Румыния - Эстония |
| 3 балла   | - Швеция                                    |
| 2 балла   | - Великобритания                            |
| 1 балл    |                                             |

| Очки      | Страна   |
| --------- | -------- |
| 12 баллов | Бельгия  |
| 10 баллов | Украина  |
| 8 баллов  | Румыния  |
| 7 баллов  | Швеция   |
| 6 баллов  | Норвегия |
| 5 баллов  | Германия |
| 4 балла   | Россия   |
| 3 балла   | Франция  |
| 2 балла   | Турция   |
| 1 балл    | Исландия |